# 巴比倫宗教
巴比倫宗教是指巴比倫尼亞地區的宗教實踐。巴比倫神話深受蘇美爾宗教影響，以楔形文字刻寫於泥板上。這些神話通常使用蘇美語或阿卡德語書寫，部分巴比倫文本是從更早的蘇美文本翻譯而來，但某些神祇的名稱有所更改。

## 神話與宇宙觀
巴比倫神話深受蘇美宗教影響，通常以源自蘇美楔形文字的楔形文字刻寫於泥板上。這些神話多使用蘇美語或阿卡德語書寫，部分巴比倫文本甚至是從早期蘇美文本翻譯而來，不過神祇名稱在巴比倫文本中有所變更。
許多巴比倫神祇、神話和宗教文獻具有獨特性。例如巴比倫獨有的神祇馬爾杜克取代恩利爾成為神話眾神之首。創世史詩《埃努瑪·埃利什》是巴比倫原創作品，描述阿普蘇與提亞瑪特創造「世界元素」後爆發爭鬥，最終提亞瑪特雖勝卻與其軍隊一同被馬爾杜克所殺。馬爾杜克成為提亞瑪特軀體分開後的首位君王，其軀體形成天地，並建立巴比倫城。

## 宗教節日

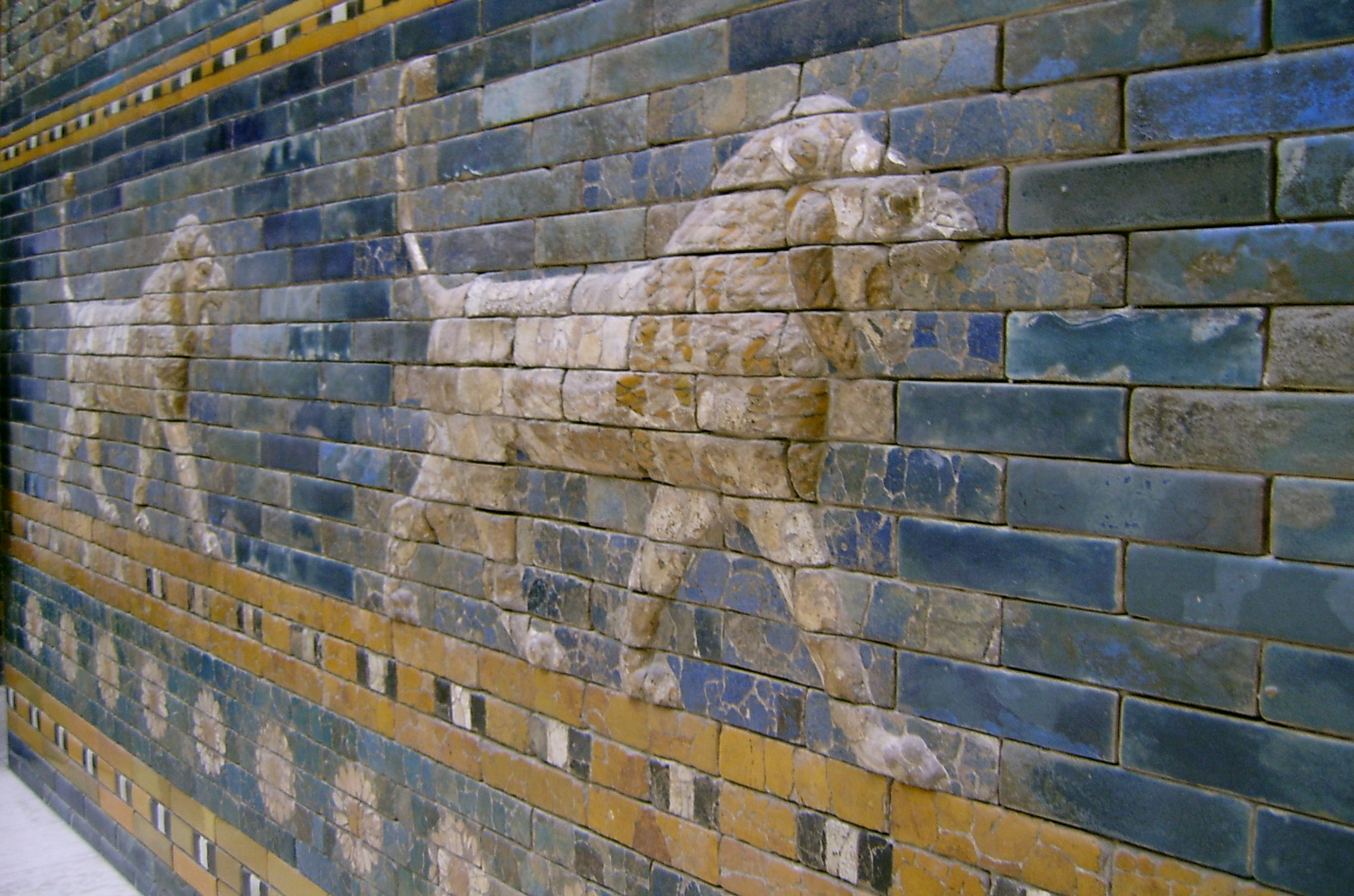
巴比倫伊什塔爾城門上的浮雕細節

新巴比倫帝國時期的泥板碎片記載了慶祝新年的系列節日。節日始於巴比倫曆第一月尼散月（相當於公曆4/5月）的第一天，這個節日慶祝地球的重生，靈感來自《埃努瑪·埃利什》中馬爾杜克為中心的創世故事。

## 神像的重要性
在巴比倫宗教中，神像的儀式性照護與崇拜被視為神聖之事；神祇被認為同時存在於廟宇中的神像與他們所體現的自然力量之中。
神像的掠奪或破壞被視為神佑的喪失。新巴比倫時期，迦勒底王子馬爾杜克·阿普拉·伊丁納二世曾帶著巴比倫眾神神像逃往美索不達米亞南部沼澤，以躲避亞述王辛那赫里布的大軍。

## 巴比倫諸神
巴比倫主要崇拜馬爾杜克神，他是巴比倫帝國的國家神。但同時也崇拜其他神祇，主要有七位：
- 恩利爾
- 恩基
- 伊南娜
- 納布
- 南納-蘇恩
- 寧胡爾薩格
- 烏圖

在不同時期，巴比倫各城會為單一神祇賦予主要「特殊職責」，例如成為「大地與空氣之神」或「天空之神」，該神祇因而被視為對該城影響力最大的神。

## 延伸閱讀
- Renger, Johannes, , Fahlbusch, Erwin  (编),  1, Grand Rapids: Wm. B. Eerdmans: 177–178, 1999, ISBN 0802824137